# Jacques Mathieu Delpech
Jacques Mathieu Delpech (Tolosa, 2 ottobre 1777 – Montpellier, 28 ottobre 1832) è stato un medico francese.

## Biografia
Conseguì il dottorato all'Università di Parigi nel 1801 e trascorse i successivi diversi anni come insegnante di anatomia a Tolosa. Nel 1812 divenne chirurgo all'Hôtel-Dieu Saint-Eloi di Montpellier, dove rimase fino alla sua morte nel 1832.
Delpech è meglio conosciuto per il suo lavoro in ortopedia e fondò una clinica per le malattie ortopediche a Saint-Eloi, dove ebbe per allievo Ferdinando Carbonai. In quel luogo sostenne un processo chirurgico noto come "tenotomia". Fu anche un pioniere dell'innesto cutaneo e della rinoplastica, e fu accreditato per aver documentato la prima operazione di rinoplastica in Francia.

## Opere principali
- Réflexions et observations anatomico-chirurgicales sur l’anévrisme (1809).
- Précis des maladies chirurgicales, (1815)
- Considérations sur la difformité appelée pied-bots, (1823)
- Chirurgie clinique de Montpellier, (1823–28) (2 volumi)
- De l’orthomorphie par rapport à l´espèce humaine, 2 volumi, (1828).[2]